# خزانة الكنيسة

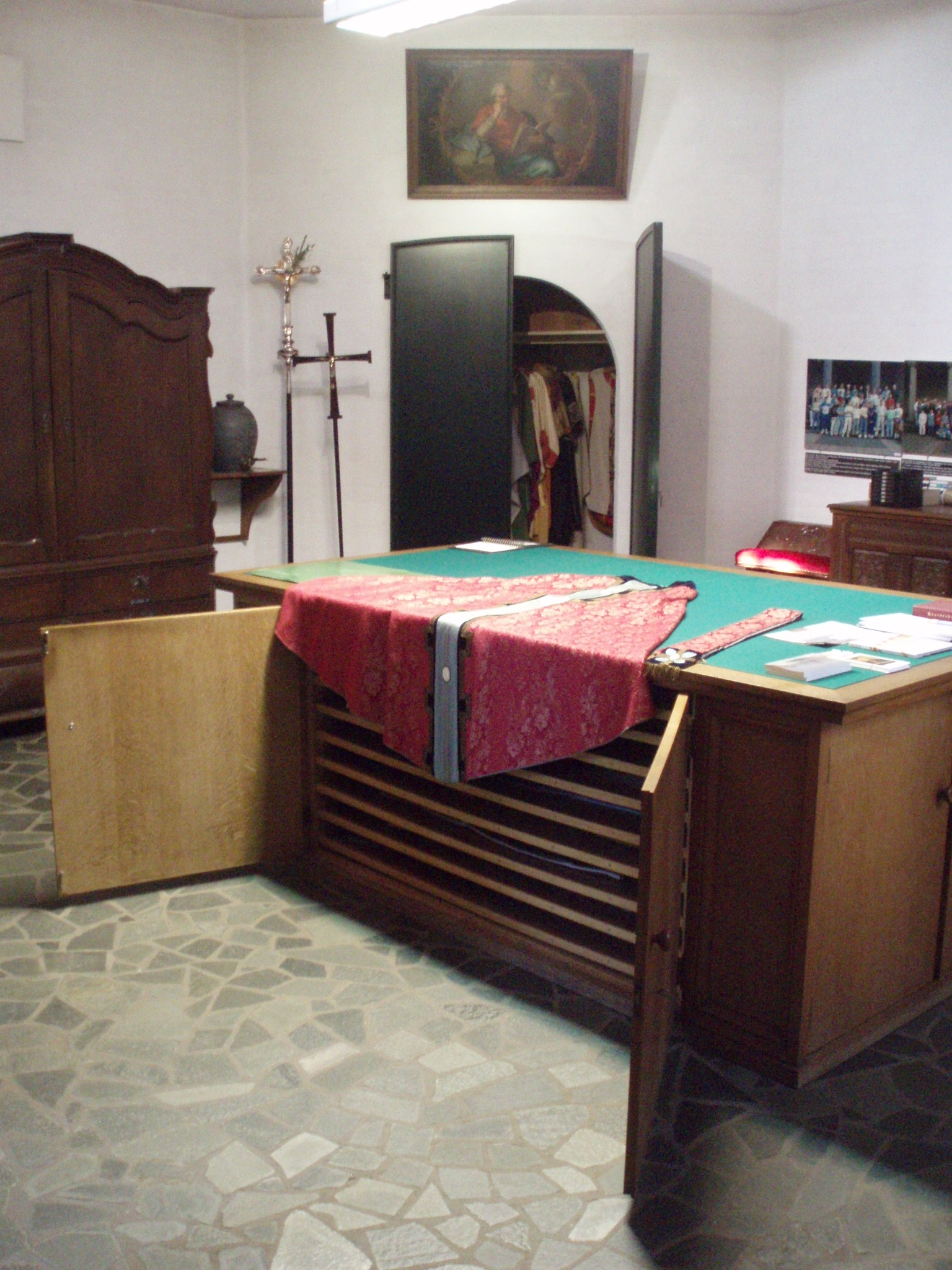
خزانة كنيسة

خزانة الكنيسة أو الكيسية (بالإنجليزية: Sacristy)‏ هي غرفة لحفظ الصداري (مثل الكتونة و رداء الكاهن وبدلة القداس) وغيرها من المفروشات الكنسية، والسفن المقدسة، وسجلات الرعية. في بعض البلدان تعرف هذه الغرفة باسم غرفة الصداري أو (بالإنجليزية: vestry)‏.
وتقع خزانة الكنيسة عادة داخل الكنيسة، ولكنها في بعض الحالات تكون عبارة عن ملحق أو مبنى منفصل (كما هو الحال في بعض الأديرة). في معظم الكنائس القديمة تكون الخزانة إما بالقرب من المذبح الجانبيأو على جانب المذبح الرئيسي.
وفي الكنائس الحديثة، غالبا ما تكون خزانة الكنيسة في مكان آخر، مثل قرب مدخل الكنيسة. بعض الكنائس لديها أكثر من غرفة خزانة واحدة، ولكل منها وظيفة محددة.